# Raven-Symoné
Raven-Symoné ([ˈɹeɪvən sɪˈmoʊn]) o Raven, pseudonimo di Raven-Symoné Christina Pearman-Maday (Atlanta, 10 dicembre 1985), è un'attrice, cantautrice, produttrice televisiva, regista, e doppiatrice statunitense.
Esordisce come attrice bambina nella serie tv I Robinson ed in seguito ottiene successo mondiale come protagonista della serie tv di Disney Channel Raven, dove interpreta il personaggio di Raven Baxter, accanto ad Anneliese van der Pol, Orlando Brown e Kyle Massey. Ha anche recitato in vari film, tra cui Una canzone per le Cheetah Girls e Cheetah Girls 2, in Il dottor Dolittle e Il dottor Dolittle 2, in Zenon - Ragazza stellare e Zenon: Z3. Parallelamente alla carriera da attrice, l'artista ne ha intrapresa una anche da cantante, pubblicando 10 album in studio, 5 da solista (+ 3 EP) e 2 con il gruppo The Cheetah Girls.

## Biografia

### Infanzia
Raven-Symoné è nata a Duluth, nei pressi di Atlanta, Georgia, il 10 dicembre 1985, da Lydia Gaulden e Christopher B. Pearman. Sin dall'infanzia, è stata attratta dalla recitazione. A due anni, lavorando per la Ford Models, è apparsa in alcuni spot pubblicitari, come in quelli dei crackers Ritz, della gelatina Jell-O e di Fisher-Price. A tre anni è stata sottoposta a un provino per recitare nel film Ghost Dad con Bill Cosby ma, ritenuta troppo piccola, non ha ottenuto la parte. Nel febbraio 1989 è riuscita tuttavia ad avere una parte nella serie televisiva I Robinson, entrando nel cast come Olivia e tenendo la parte fino al 1992, anno in cui la serie è stata cancellata.
Nel 1993 ha ottenuto la parte di Nicole, nella serie Hangin' with Mr. Cooper (stagioni 2-5). Dopo questa esperienza lavorativa, finita nel 1997, ha recitato in vari film, pur continuando a lavorare in televisione.

### Serie televisive e cinema
Nel 2003 ottiene la parte di Raven Baxter nella serie di Disney Channel Raven che darà alla Symonè una grande fama soprattutto negli Stati Uniti d'America. Nello stesso anno è co-protagonista assieme a Adrienne Bailon, Sabrina Bryan e Kiely Williams nel film Disney per la televisione Una canzone per le Cheetah Girls, che avrà 2 seguiti: Cheetah Girls 2 uscito nel 2006 e Cheetah Girls: One World. In quest'ultimo la Symonè è assente.

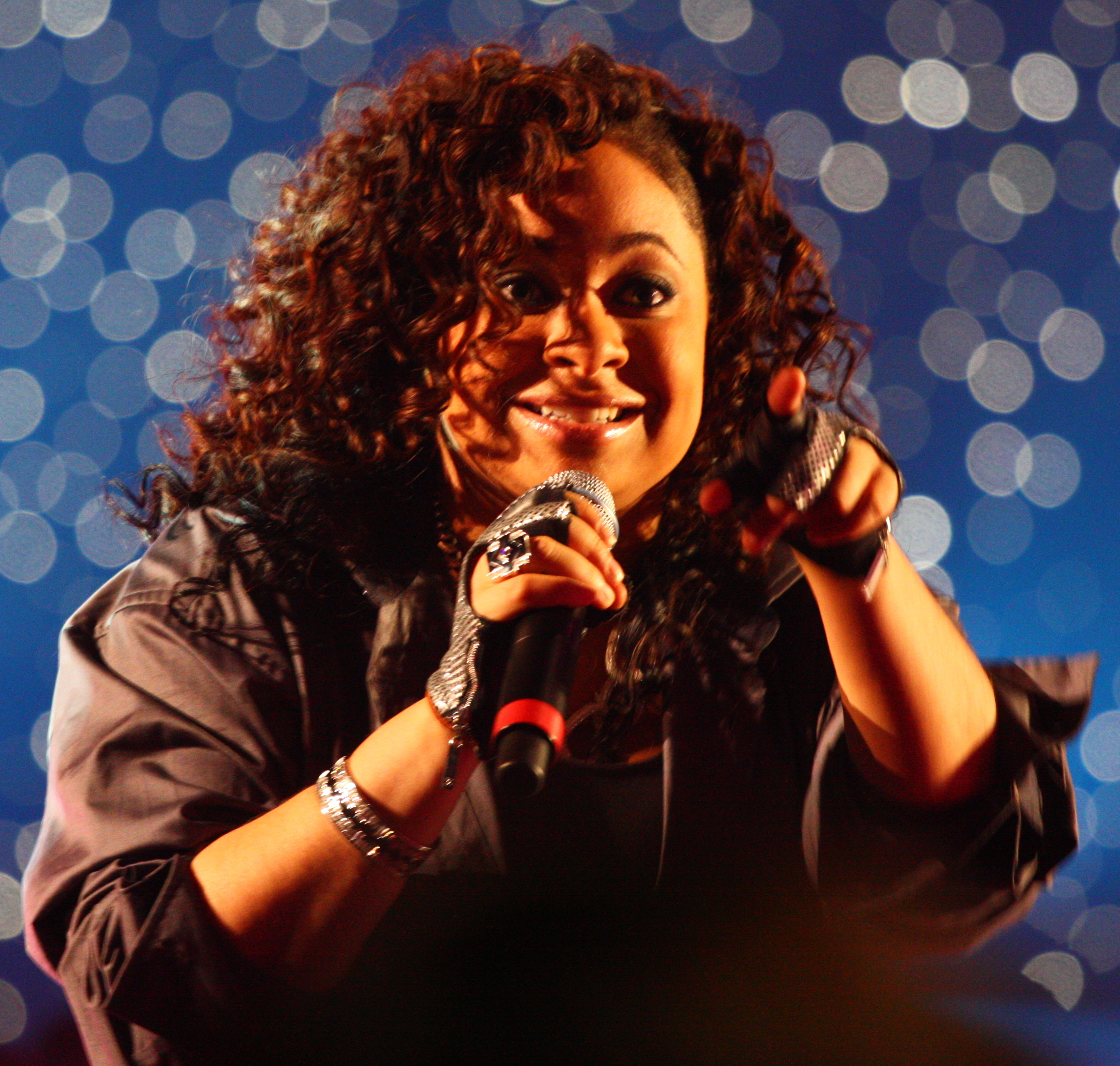
Raven-Symoné nel 2008

Titoli importanti di film in cui compare Raven-Symoné sono Il dottor Dolittle (1998), Zenon - Ragazza stellare (Film della Disney) (1999), Il dottor Dolittle 2 (2001), Principe azzurro cercasi (2004). È stata poi protagonista di altri titoli cinematografici come In viaggio per il college (College road trip) uscito nelle sale nel 2008 e La rivincita delle damigelle (2010). Nel 2008 è uscito nelle sale cinematografiche College Road Trip dove l'attrice ha recitato nel ruolo di Melanie Porter, insieme all'attore Martin Lawrence. Nel 2011 è protagonista di una serie prodotta dalla ABC family, State of Georgia, interpretando Georgia Chamberlain. La première della serie è avvenuta negli Stati Uniti il 29 giugno 2011.

### Vita privata
Nell'agosto del 2013, tramite un messaggio su Twitter, ringrazia il Governo degli Stati Uniti per la legalizzazione dei matrimoni gay in Rhode Island e Minnesota, dichiarando la propria omosessualità.
Nel 2020 si sposa con Miranda Maday.

## Filmografia

### Cinema
- Piccole canaglie (The Little Rascals), regia di Penelope Spheeris (1994)
- Il dottor Dolittle (Doctor Dolittle), regia di Betty Thomas (1998)
- Il dottor Dolittle 2 (Dr. Dolittle 2), regia di Steve Carr (2001)
- Principe azzurro cercasi (The Princess Diaries 2: Royal Engagement), regia di Garry Marshall (2004)
- In viaggio per il college (College Road Trip), regia di Roger Kumble (2008)
- A Girl Like Grace, regia di Ty Hodges (2015)
- Mighty Oak, regia di Sean McNamara (2020)

### Televisione
- I Robinson (The Cosby Show) – serie TV, 64 episodi (1989-1992)
- Tutti al college (A Different World) – serie TV, episodio 3x05 (1989)
- Disneyland – serie TV, episodio 34x23 (1990)
- Willy, il principe di Bel-Air (The Fresh Prince of Bel-Air) – serie TV, episodio 2x21 (1992)
- Tutta colpa dell'amore (Blindsided), regia di Thomas Michael Donnelly – film TV (1993)
- Alex Haley's Queen, regia di John Erman – miniserie TV (1993)
- Mr. Cooper – serie TV, 79 episodi (1993-1997)
- Zenon - Ragazza stellare (Zenon: Girl of the 21st Century), regia di Kenneth Johnson – film TV (1999)
- Tutto in famiglia (My Wife and Kids) – serie TV, episodi 2x01-2x02 (2001)
- Raven (That's So Raven) – serie TV, 100 episodi (2003-2007)
- Una canzone per le Cheetah Girls (The Cheetah Girls), regia di Oz Scott – film TV (2003)
- Zenon: Z3, regia di Steve Rash – film TV (2004)
- For One Night, regia di Ernest R. Dickerson – film TV (2006)
- Zack e Cody al Grand Hotel (The Suite Life of Zack & Cody) – serie TV, episodio 2x20 (2006)
- Cheetah Girls 2 (The Cheetah Girls 2), regia di Kenny Ortega – film TV (2006)
- Cory alla Casa Bianca (Cory in the House) – serie TV, episodio 1x16 (2007)
- La rivincita delle damigelle (Revenge of the Bridesmaids), regia di James Hayman – film TV (2010)
- Sonny tra le stelle (Sonny with a Chance) – serie TV, episodio 2x15 (2010)
- State of Georgia – serie TV, 12 episodi (2011)
- See Dad Run – serie TV, episodio 2x07 (2013)
- K.C. Agente Segreto (K.C. Undercover) – serie TV, episodi 1x21-1x22 (2015)
- Empire – serie TV, episodi 1x06-1x10 (2015)
- Nashville – serie TV, episodio 4x20 (2016)
- Black-ish – serie TV, 6 episodi (2015-2019)
- Master of None – serie TV, episodio 2x10 (2017)
- Drunk History – serie TV, episodio 5x03 (2018)
- A casa di Raven (Raven's Home) – serie TV, 123 episodi (2017-2023)
- Just Roll with It – serie TV, episodio 1x11 (2019)
- Summer Camp – serie TV, episodio 4x30 (2020)
- The Bold Type – serie TV, episodi 4x07-4x09 (2020)

#### Programmi TV
- The View - programma TV (2015-2016-2022)
- 8PM - web show (2021-2022)
- Tea Time with Raven & Miranda – web show (2024-in corso)

Podcast
- The Best Podcast Ever with Raven and Miranda , podcast (2023)

### Documentari
- Call Me Miss Cleo, documentario HBO (2022)

### DVD
- 2008: Raven-Symoné Presents

### Doppiatrice
- Kim Possible (2002-2007)
- Kim Possible - Viaggio nel tempo, regia di Steve Loter (2003)
- Kim Possible - La sfida finale, regia di Steve Loter (2005)
- Piccolo grande eroe, regia di Colin Brady e Dan St. Pierre (2006)
- Trilli, regia di Bradley Raymond (2008)
- Trilli e il tesoro perduto, regia di Klay Hall (2009)
- Trilli e il grande salvataggio, regia di Bradley Raymond (2010)
- I Giochi della Radura Incantata, regia di Bradley Raymond (2011)
- Trilli e il segreto delle ali, regia di Bobs Gannaway e Peggy Holmes (2012)
- Trilli e la nave pirata, regia di Peggy Holmes (2014)
- Trilli e la creatura leggendaria (Tinker Bell and the Legend of the NeverBeast), regia di Steve Loter (2015)
- Animal Crackers, regia di Scott Christian Sava, Tony Bancroft e Jaime Maestro (2017)
- Animals. – serie TV, episodi 2x05, 3x09 (2017-2018)
- I Greens in città (Big City Greens) – serie TV, 3 episodi (2018-2020)
- Guardiani della Galassia (Guardians of the Galaxy) – serie TV, episodi 3x19-3x20 (2019)

## Doppiatrici italiane
Nelle versioni in italiano dei suoi lavori, Raven-Symoné è stata doppiata da:
- Domitilla D'Amico in Raven, Una canzone per le Cheetah Girls, Cheetah Girls 2, Il dottor Dolittle 2, In viaggio per il college, Zack e Cody al Grand Hotel, Cory alla Casa Bianca, La rivincita delle damigelle, K.C. Agente Segreto, Master of None, A casa di Raven, Blackish, Summer Camp
- Perla Liberatori ne Il dottor Dolittle, I Robinson (st. 8), Tutto in famiglia
- Gemma Donati ne I Robinson (st. 6-7), The Bold Type
- Federica De Bortoli in Zenon, la ragazza stellare, Zenon: Z3
- Laura Latini in Principe azzurro cercasi

Da doppiatrice è sostituita da:
- Gemma Donati in Kim Possible, Kim Possible - Viaggio nel tempo, Kim Possible - La sfida finale

## Discografia

### Album studio

#### Solista
- 1993 - Here's to New Dreams
- 1999 - Undeniable
- 2004 -This Is My Time
- 2006 - From Then Until
- 2008 - Raven-Symoné

#### EP
- 2019 - 33000
- 2020 - Infrasounds
- 2020 - Stripped down

#### Singoli
- 1993 – That's What Little Girls Are Made Of (con Missy Elliott)
- 1999 – With a Child's Heart
- 2004 – Your Crowning Glory (con Julie Andrews)
- 2004 – Backflip
- 2005 – Bump
- 2006 – Jump In
- 2006 – Gravity
- 2008 – Double Dutch Bus
- 2009 – Anti-Love Song
- 2018 – Raven's Pie (con Anthony Alabi)
- 2020 – Spacetruck
- 2020 – Serah
- 2023 – Eviction Letter (con Glace Conway)

### Con le The Cheetah Girls
- 2003 - The Cheetah Girls Soundtrack
- 2006 - The Cheetah Girls 2 soundtrack
- 2007 – The Party's Just Begun

## Podcast
- The Best Podcast Ever with Raven and Miranda , podcast (2023)

## Tour
- 2006 – This Is My Time Tour
- 2008 –Raven-Symoné Live Tour
- 2008 –Disney Music Block Party Tour
- 2008/2009 – Live in Concert Tour

## Riconoscimenti
- BET Comedy Awards
  - 2004 – Candidatura come miglior attrice protagonista in una serie comica per Raven
  - 2005 – Candidatura come miglior attrice protagonista in una serie comica per Raven
  - 2005 – Candidatura come miglior performance in un film d'animazione per Kim Possible - La sfida finale
- Black Reel Awards
  - 2004 – Candidatura come miglior attrice TV per Una canzone per le Cheetah Girls
- Daytime Emmy Awards
  - 2016 – Candidatura come miglior conduttrice di un talk show per The View
  - 2017 – Candidatura come miglior conduttrice di un talk show per The View
  - 2018 – Candidatura come miglior attrice in una serie per bambini per A casa di Raven
- Gracie Awards
  - 2004 – Candidatura come miglior attrice protagonista in una serie comica per Raven
- Kids' Choice Awards
  - 2002 – Candidatura come attrice cinematografica preferita per Il dr. Dolittle 2
  - 2004 – Attrice TV preferita per Raven
  - 2005 – Attrice TV preferita per Raven
  - 2006 – Candidatura come attrice TV preferita per Raven
  - 2007 – Candidatura come attrice TV preferita per Raven
  - 2008 – Candidatura come attrice TV preferita per Raven
  - 2019 – Candidatura come star della TV femminile preferita per A casa di Raven
  - 2020 – Candidatura come star della TV femminile preferita per A casa di Raven
  - 2021 – Candidatura come star della TV femminile preferita per A casa di Raven
  - 2022 – Candidatura come star della TV femminile preferita per A casa di Raven
- NAACP Image Award
  - 1996 – Candidatura come miglior giovane attrice per Mr. Cooper
  - 2002 – Candidatura come miglior giovane attrice per Il dr. Dolittle 2
  - 2004 – Miglior performance in una serie per ragazzi per Raven
  - 2005 – Miglior performance in una serie per ragazzi per Raven
  - 2006 – Miglior performance in una serie per ragazzi per Raven
  - 2007 – Miglior performance in una serie per ragazzi per Raven
  - 2008 – Miglior performance in una serie per ragazzi per Raven
  - 2008 – Candidatura come miglior attrice in una serie comica per Raven
  - 2018 – Candidatura come miglior performance in una serie per ragazzi per A casa di Raven
- NAMIC Vision Award
  - 2004 – Candidatura come miglior performance comica per Raven
  - 2005 – Candidatura come miglior performance comica per Raven
  - 2008 – Candidatura come miglior performance comica per Raven
- Nollywood and African Film Critics Awards
  - 2015 – Candidatura come miglior attrice non protagonista in un film straniero per A Girl Like Grace
- Radio Disney Music Awards
  - 2005 – Miglior attrice-divenuta-cantante
  - 2006 – Candidatura come miglior cantante
  - 2006 – Candidatura come cantante più stilosa
- Teen Choice Awards
  - 2004 – Candidatura come miglior attrice TV: Commedia per Raven
  - 2005 – Candidatura come miglior attrice TV: Commedia per Raven
  - 2006 – Candidatura come miglior attrice TV: Commedia per Raven
  - 2011 – Candidatura come attrice TV dell'estate per State of Georgia
- TV Land Award
  - 2011 – Impact Award per I Robinson
- Young Artist Award
  - 1990 – Candidatura come miglior performance di un'attrice under 9 per I Robinson
  - 1991 – Miglior performance di un'attrice under 9 per I Robinson
  - 1993 – Candidatura come miglior attrice under 10 in una serie televisiva per I Robinson
  - 1994 – Candidatura come miglior giovane comica per Mr. Cooper
  - 2004 – Candidatura come miglior giovane attrice protagonista in una serie televisiva comica o drammatica per Raven
  - 2005 – Miglior giovane attrice protagonista in una serie televisiva comica o drammatica per Raven
- YoungStar Award
  - 1999 – Candidatura come miglior performance di una giovane attrice in una miniserie o film per la televisione per Zenon - Ragazza stellare